# Jason McCaslin
Jason Paul McCaslin (ur. 3 września 1980 w Toronto) – kanadyjski basista i wokalista wspomagający kanadyjskiego zespołu Sum 41, grającego muzykę punkrockową z wpływami heavymetalowymi. Oprócz gry w Sum 41, Cone jest również jednym z założycieli zespołu The Operation M.D.

## Życiorys
Jason Mccaslin rozpoczął grę na gitarze basowej w wieku 14 lat. Jest współtwórca zespołu The Operation M.D., który założył wraz z wokalistą amerykańskiego zespołu H2O Tobym Morse'em jako Dr. Dynamite. Grał na gitarze basowej oraz innych instrumentach. Pierwszy album We Have an Emergency zespół wydał w 2007 roku, natomiast w 2010 roku wydano drugi: Birds and Bee Strings.
Od 1999 roku jest członkiem zespołu SUM 41.